# Skun
Skun ou Skuon (en khmer : ស្គន់) est une ville, chef-lieu du district de Cheung Prey (en) dans la province de Kampong Cham, au Cambodge.
Elle est réputée pour ses araignées frites.

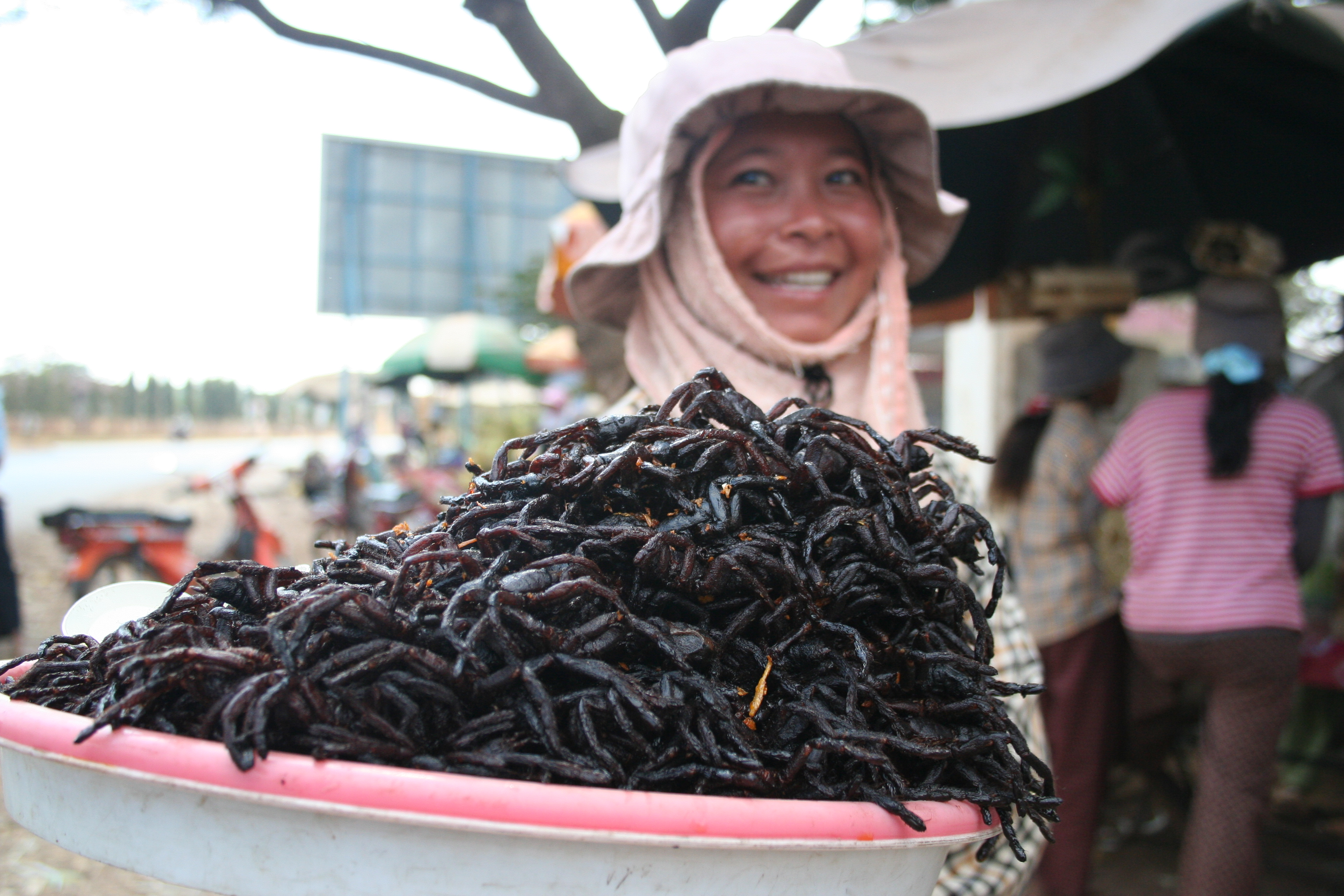
Vente d'araignées frites sur le marché de Skun.